# Fuoco nella stiva
Fuoco nella stiva (Fire Down Below) è un film del 1957 diretto da Robert Parrish.

## Analisi
La pellicola è ispirata al romanzo omonimo di Max Catto del 1954. È girata in CinemaScope e Technicolor.

## Trama
Due avventurieri amici per la pelle, Felix e Tony, diventano rivali a causa di una bella polacca dal passato burrascoso, Irene, che preferisce quello che non le impone legami.